# 小行星9409
小行星9409（9409 Kanpuzan）是一颗围绕太阳公转的小行星。1995年1月25日，關勉在藝西天文台发现了此天体。
該小行星以日本四國山地的寒風山命名。
这颗小行星的绝对星等为7.983951474147816等。